# 丙酸肉桂酯
丙酸肉桂酯(C12H14O2),无色至淡黄色液体，呈类似葡萄、香脂和香辛料香气。沸点289℃。闪点100℃以上。几不溶于水、丙二醇和甘油，混溶于乙醚、氯仿和大多数非挥发性油，1ml溶于2mL，80%乙醇中。

## 用途
香料。主要用于配制葡萄、树莓、醋栗和草莓型香精。

## 生产方法
由肉桂醇与丙酸直接酯化而成。

## 使用限量
FEMA(mg/kg)：软饮料1.0；冷饮4.3；糖果7.5；焙烤食品8.8；布丁类2.4～4.0。

## 含量分析
按酯测定法(OT-18)中的方法一测定。所取试样量为1.2g。计算中的当量因子(e)取95.12。
或按GT-10-4中用非极性柱方法测定。